# Жовта (річка)
Жо́вта (Жовті Води) — річка в Україні, в межах Кам'янського району Дніпропетровської області та Олександрійського району Кіровоградської області. Ліва притока Інгульця (басейн Дніпра).

## Опис
Довжина 58 км. Площа водозбірного басейну 490 км². Похил річки 1,6 м/км. Долина трапецієподібна, завширшки 2,5 км. Річище помірно звивисте. Використовується на сільськогосподарські потреби, водопостачання, зрошення. Стік частково зарегульований ставками.

## Розташування
Річка бере початок біля села Михайлівки. Тече переважно на південь, у пониззі — на південний захід. Впадає до Інгульця в межах села Іскрівки. Річка протікає через місто Жовті Води.

## Притоки
- Балка Жовта, Балка Водяна, Балка Суха, Балка Кринична, Балка Кірюшина, Балка Широка (ліві).

## Цікаві факти
- Назва походить від кольору води, що фарбується окисом заліза, який поширений у долині річки.
- Саме на цих Жовтих Водах закінчилася Жовтоводська битва між польським та козацьким військами, в якій перемогло козацьке військо Богдана Хмельницького. Однак у результаті досліджень, проведених дніпропетровським науковцем Іваном Стороженком, з'ясувалося, що неподалік від цієї річки розташована інша річка Жовта (впадає в Комісарівку, притоку Лозуватки, що впадає в Саксагань) і що саме на її берегах розпочалася вищезгадана битва[1].